# 1000 km de Zhuhai 2010
Los 1000 km de Zhuhai 2010 fue una carrera automovilística celebrada los días 5 y 7 de noviembre de 2010 en el Circuito Internacional de Zhuhai en Zhuhai, China. Los 1000 km de Zhuhai fueron la primera carrera en China que se llevó a cabo bajo el Reglamento del Automobile Club de l'Ouest (ACO). La carrera fue la ronda final de la Copa Intercontinental Le Mans 2010. Peugeot ganó la carrera y aseguró los títulos de equipo y constructores en la Copa Intercontinental, derrotando a Audi. Ferrari y AF Corse también se aseguraron la Copa Intercontinental de GT2, a pesar de terminar tercero en la clase detrás del BMW Team Schnitzer.
Esta carrera también marcó la primera vez que la ACO permitió a los competidores de la categoría FIA GT3 competir junto a sus categorías normales, con KK Performance de Hong Kong ganando la carrera inaugural para la clase GTC. Esta fue también la última aparición de la categoría GT1 en las series aprobadas por la ACO.

## Clasificación
Los ganadores de las poles en cada clase están marcados en negrita.
| Pos | Clase | Equipo                            | Tiempo   | Grilla |
| --- | ----- | --------------------------------- | -------- | ------ |
| 1   | LMP1  | No. 2 Team Peugeot Total          | 1:21.868 | 1      |
| 2   | LMP1  | No. 1 Team Peugeot Total          | 1:22.953 | 2      |
| 3   | LMP1  | No. 7 Audi Sport Team Joest       | 1:23.152 | 3      |
| 4   | LMP1  | No. 8 Audi Sport Team Joest       | 1:24.589 | 4      |
| 5   | LMP1  | No. 11 Drayson Racing             | 1:28.916 | 5      |
| 6   | LMP1  | No. 23 Tōkai University/YGK Power | 1:30.869 | 6      |
| 7   | LMP2  | No. 35 OAK Racing                 | 1:32.936 | 7      |
| 8   | FLM   | No. 47 Hope Polevision Racing     | 1:33.227 | 8      |
| 9   | GT1   | No. 69 JLOC                       | 1:33.516 | 9      |
| 10  | GTH   | No. 92 Porsche AG                 | 1:33.789 | 10     |
| 11  | GTC   | No. 98 KK Performance             | 1:34.959 | 11     |
| 12  | GT1   | No. 50 Larbre Compétition         | 1:35.217 | 12     |
| 13  | GTC   | No. 96 United Autosports          | 1:35.682 | 13     |
| 14  | GT2   | No. 95 AF Corse                   | 1:35.810 | 14     |
| 15  | GT2   | No. 77 Team Felbermayr-Proton     | 1:36.114 | 15     |
| 16  | GT2   | No. 78 BMW Team Schnitzer         | 1:36.166 | 16     |
| 17  | GT2   | No. 90 CRS Racing                 | 1:36.210 | 17     |
| 18  | GT2   | No. 75 Prospeed Competition       | 1:36.300 | 18     |
| 19  | GT2   | No. 88 Team Felbermayr-Proton     | 1:36.527 | 19     |
| 20  | GT2   | No. 81 Jaguar RSR                 | 1:37.379 | 20     |
| 21  | GTC   | No. 91 Team Hong Kong Racing      | 1:37.800 | 21     |
| 22  | GTC   | No. 97 United Autosports          | 1:37.888 | 22     |
| 23  | GT2   | No. 99 Gulf Team First            | 3:17.517 | 23     |

## Carrera
Ganadores de la clase en negrita.
| Pos    | Clase | No | Equipos                    | Pilotos                                            | Chasis                               | Neumáticos | Vueltas |
| Pos    | Clase | No | Equipos                    | Pilotos                                            | Motor                                | Neumáticos | Vueltas |
| ------ | ----- | -- | -------------------------- | -------------------------------------------------- | ------------------------------------ | ---------- | ------- |
| 1      | LMP1  | 2  | Team Peugeot Total         | Franck Montagny Stéphane Sarrazin                  | Peugeot 908 HDi FAP                  | M          | 232     |
| 1      | LMP1  | 2  | Team Peugeot Total         | Franck Montagny Stéphane Sarrazin                  | Peugeot HDi 5.5 L Turbo V12 (Diesel) | M          | 232     |
| 2      | LMP1  | 7  | Audi Sport Team Joest      | Tom Kristensen Allan McNish                        | Audi R15 TDI plus                    | M          | 232     |
| 2      | LMP1  | 7  | Audi Sport Team Joest      | Tom Kristensen Allan McNish                        | Audi TDI 5.5 L Turbo V10 (Diesel)    | M          | 232     |
| 3      | LMP1  | 8  | Audi Sport Team Joest      | Rinaldo Capello Romain Dumas                       | Audi R15 TDI plus                    | M          | 232     |
| 3      | LMP1  | 8  | Audi Sport Team Joest      | Rinaldo Capello Romain Dumas                       | Audi TDI 5.5 L Turbo V10 (Diesel)    | M          | 232     |
| 4      | LMP1  | 1  | Team Peugeot Total         | Sébastien Bourdais Simon Pagenaud                  | Peugeot 908 HDi FAP                  | M          | 229     |
| 4      | LMP1  | 1  | Team Peugeot Total         | Sébastien Bourdais Simon Pagenaud                  | Peugeot HDi 5.5 L Turbo V12 (Diesel) | M          | 229     |
| 5      | LMP2  | 35 | OAK Racing                 | Jacques Nicolet Frédéric da Rocha Patrice Lafargue | Pescarolo 01 Evo                     | D          | 206     |
| 5      | LMP2  | 35 | OAK Racing                 | Jacques Nicolet Frédéric da Rocha Patrice Lafargue | Judd DB 3.4 L V8                     | D          | 206     |
| 6      | GTH   | 92 | Porsche AG                 | Jörg Bergmeister Patrick Long                      | Porsche 997 GT3-R Hybrid             | M          | 205     |
| 6      | GTH   | 92 | Porsche AG                 | Jörg Bergmeister Patrick Long                      | Porsche 4.0 L Hybrid Flat-6          | M          | 205     |
| 7      | GT2   | 78 | BMW Team Schnitzer         | Jörg Müller Dirk Werner                            | BMW M3 GT2                           | D          | 202     |
| 7      | GT2   | 78 | BMW Team Schnitzer         | Jörg Müller Dirk Werner                            | BMW 4.0 L V8                         | D          | 202     |
| 8      | GT2   | 77 | Team Felbermayr-Proton     | Marc Lieb Richard Lietz                            | Porsche 997 GT3-RSR                  | M          | 202     |
| 8      | GT2   | 77 | Team Felbermayr-Proton     | Marc Lieb Richard Lietz                            | Porsche 4.0 L Flat-6                 | M          | 202     |
| 9      | FLM   | 47 | Hope Polevision Racing     | Steve Zacchia Shan Qi Zhang Jeffrey Lee            | Oreca FLM09                          | M          | 201     |
| 9      | FLM   | 47 | Hope Polevision Racing     | Steve Zacchia Shan Qi Zhang Jeffrey Lee            | Corvette LS3 6.2 L V8                | M          | 201     |
| 10     | GT2   | 95 | AF Corse                   | Gianmaria Bruni Toni Vilander Jaime Melo           | Ferrari F430 GTE                     | M          | 199     |
| 10     | GT2   | 95 | AF Corse                   | Gianmaria Bruni Toni Vilander Jaime Melo           | Ferrari 4.0 L V8                     | M          | 199     |
| 11     | GT2   | 88 | Team Felbermayr-Proton     | Martin Ragginger Christian Ried Gianluca Roda      | Porsche 997 GT3-RSR                  | M          | 192     |
| 11     | GT2   | 88 | Team Felbermayr-Proton     | Martin Ragginger Christian Ried Gianluca Roda      | Porsche 4.0 L Flat-6                 | M          | 192     |
| 12     | GTC   | 98 | KK Performance             | Marchy Lee Alex Yoong Matthew Marsh                | Audi R8 LMS                          | M          | 192     |
| 12     | GTC   | 98 | KK Performance             | Marchy Lee Alex Yoong Matthew Marsh                | Audi 5.2 V10                         | M          | 192     |
| 13     | GT2   | 90 | CRS Racing                 | Pierre Ehret Phil Quaife Andrew Kirkaldy           | Ferrari F430 GTE                     | M          | 191     |
| 13     | GT2   | 90 | CRS Racing                 | Pierre Ehret Phil Quaife Andrew Kirkaldy           | Ferrari 4.0 L V8                     | M          | 191     |
| 14     | LMP1  | 23 | Tōkai University-YGK Power | Shogo Mitsuyama Shigekazu Wakisaka                 | Courage-Oreca LC70E                  | Y          | 190     |
| 14     | LMP1  | 23 | Tōkai University-YGK Power | Shogo Mitsuyama Shigekazu Wakisaka                 | YGK YR40T 4.0 L Turbo V8             | Y          | 190     |
| 15     | GT2   | 99 | Gulf Team First            | Fabien Giroix Roald Goethe                         | Lamborghini Gallardo LP560 GT2       | D          | 187     |
| 15     | GT2   | 99 | Gulf Team First            | Fabien Giroix Roald Goethe                         | Lamborghini 5.2 L V10                | D          | 187     |
| 16     | GTC   | 91 | Team Hong Kong Racing      | Philip Ma Mathias Beche                            | Aston Martin DBRS9                   | M          | 172     |
| 16     | GTC   | 91 | Team Hong Kong Racing      | Philip Ma Mathias Beche                            | Aston Martin 6.0 L V12               | M          | 172     |
| 17     | GTC   | 97 | United Autosports          | Henri Richard Alain Li                             | Audi R8 LMS                          | D          | 171     |
| 17     | GTC   | 97 | United Autosports          | Henri Richard Alain Li                             | Audi 5.2 L V10                       | D          | 171     |
| 18     | GT1   | 50 | Larbre Compétition         | Patrick Bornhauser Laurent Groppi Pedro Lamy       | Saleen S7-R                          | M          | 170     |
| 18     | GT1   | 50 | Larbre Compétition         | Patrick Bornhauser Laurent Groppi Pedro Lamy       | Ford 7.0 L V8                        | M          | 170     |
| 19 DNF | LMP1  | 11 | Drayson Racing             | Paul Drayson Jonny Cocker                          | Lola B09/60                          | M          | 141     |
| 19 DNF | LMP1  | 11 | Drayson Racing             | Paul Drayson Jonny Cocker                          | Judd GV5.5 S2 5.5 L V10              | M          | 141     |
| 20 DNF | GTC   | 96 | United Autosports          | Danny Watts Richard Meins Frank Yu                 | Audi R8 LMS                          | D          | 168     |
| 20 DNF | GTC   | 96 | United Autosports          | Danny Watts Richard Meins Frank Yu                 | Audi 5.2 L V10                       | D          | 168     |
| 21 DNF | GT2   | 75 | Prospeed Competition       | Richard Westbrook Darryl O'Young                   | Porsche 997 GT3-RSR                  | M          | 119     |
| 21 DNF | GT2   | 75 | Prospeed Competition       | Richard Westbrook Darryl O'Young                   | Porsche 4.0 L Flat-6                 | M          | 119     |
| 22 DNF | GT1   | 69 | JLOC                       | Hiroyuki Iiri Yuhi Sekiguchi Yuya Sakamoto         | Lamborghini Murciélago R-SV          | Y          | 10      |
| 22 DNF | GT1   | 69 | JLOC                       | Hiroyuki Iiri Yuhi Sekiguchi Yuya Sakamoto         | Lamborghini 6.5 L V12                | Y          | 10      |
| 23 DNF | GT2   | 81 | JaguarRSR                  | Marc Goossens Paul Gentilozzi                      | Jaguar XKRS                          | Y          | 10      |
| 23 DNF | GT2   | 81 | JaguarRSR                  | Marc Goossens Paul Gentilozzi                      | Jaguar 5.0 L V8                      | Y          | 10      |